# Grupo Aval Acciones y Valores
Grupo Aval (BVC: GRUPOAVAL) è una società colombiana coinvolta in una grande varietà di attività finanziarie, tra cui servizi bancari, le telecomunicazioni e beni immobili; in Colombia e Centro America. Il Gruppo Aval è controllata da Luis Carlos Sarmiento che controlla più del 90% delle sue azioni.
Controlla:
- Banco de Bogotá S.A.
- Banco de Occidente S.A.
- Banco AV Villas S.A.
- Porvenir S.A. - azienda di gestione di fondi pensione
- Leasing de Occidente S.A.
- Corficolombiana S.A.
- Casa de Bolsa S.A.